# Кошмар дома на холмах (фильм, 2003)
«Кошмар дома на холмах» (англ. Toolbox Murders) — американский слэшер 2003 года режиссёра Тоуба Хупера, ремейк одноимённого фильма 1978 года. Фильм также известен под названиями «Кошмар дома на холме», «Дом смерти» и «Орудие убийства». Премьера фильма состоялась 1 ноября 2003 года.

## Сюжет
Молодая супружеская пара въезжает в старый многоквартирный дом, в котором в своё время жило множество знаменитостей и богачей. В это время по всему зданию идёт ремонт, к тому же из-за его старости в доме постоянно случаются какие-то неполадки и возникают проблемы: отключается электричество, различные приборы работают со сбоями и т. д. А стены дома настолько тонки, что соседи по комнатам могут ясно слышать шум, доносящийся из смежной квартиры. Каждый из жителей дома также обладает своими странностями и особенностями. Вскоре в доме начинают происходить странные события — исчезают люди, которые, как выясняется впоследствии, были убиты. Наконец, всплывает жуткая история дома и оказывается, что пропажи людей в доме это не редкость. Молодожёны Стивен и Нелл в своей квартире находят старую шкатулку с зубами, которая была замурована в стене, а через определённое время встречаются и с самим маньяком, орудующим в доме. Маньяк же использует разветвлённую сеть потайных ходов и лестниц, которыми оборудован весь дом, что позволяет ему незаметно скрываться. В доме же имеется тщательно скрытая посредством архитектурного мастерства небольшого размера комната маньяка, содержащая его инструменты и трупы жертв.

## В ролях
| Актёр          | Роль              |
| -------------- | ----------------- |
| Анджела Беттис | Нелл Барроуз      |
| Брент Роам     | Стивен Барроуз    |
| Марко Родригес | Льюис Сауседо     |
| Рэнс Ховард    | Час Рукер         |
| Джульет Ландау | Джулия Каннингхэм |
| Грег Трэвис    | Байрон Маклиб     |
| Крис Дойл      | Коффин (маньяк)   |
| Сара Даунинг   | Кирби             |

## Отзывы критиков
На сайте-агрегаторе Rotten Tomatoes фильм имеет 53% свежести на основе 15-ти рецензий.